# Martincourt-sur-Meuse
Martincourt-sur-Meuse é uma comuna francesa na região administrativa de Grande Leste, no departamento de Meuse. Estende-se por uma área de 5,96 km². Em 2010 a comuna tinha 68 habitantes (densidade: 11,4 hab./km²).